# Massimo La Rosa
Massimo La Rosa (Termini Imerese, 1º ottobre 1982) è un maestro di scherma e dirigente sportivo italiano.

## Biografia
Massimo La Rosa nasce a Termini Imerese nel 1982. Il padre Giacomo La Rosa, ex schermidore, trasmette la passione per la scherma ai suoi figli fin da piccoli. Massimo, ultimo di quattro figli, comincia a praticare la disciplina all'età di 8 anni sotto la guida tecnica del maestro Francesco Iacono e del maestro Guido Triolo presso il Centro Sportivo Beethoven di Palermo. All'età di 11 anni, segue insieme a suo fratello maggiore Gianpaolo il maestro Iacono presso la storica Accademia Schermistica Palermitana. In questo nuovo ambiente il giovane maestro Pietro Ingargiola, lo indirizza nella specialità della sciabola, dando impulso alla crescita schermistica e umana del giovane Massimo.
All'età di 20 anni, comincia a collaborare con il suo maestro nell'insegnamento ai piccoli schermitori dell'accademia.
Nel 2005 per puro caso si avvicina al mondo della scherma per disabili, venendo chiamato ad arbitrare i Campionati Nazionali Assoluti che si svolsero a Palermo. L'anno successivo diventa il maestro del giovane atleta Claudio Radicello, ne cura la preparazione tecnica e lo accompagna nelle gare. Nel 2010, diventa maestro anche dell'azzurro William Russo, preparandolo anche nella conquista di un titolo mondiale di spada nel 2011 e di numerosi altri successi internazionali e nazionali negli anni successivi.
Il 12 gennaio 2012 fonda l'A.s.d. Club Scherma Palermo e ne diventa il principale tecnico. Nel giro di poco tempo la società si afferma con una serie di ottimi risultati ai primi posti delle classifiche nazionali del settore paralimpico della Federazione Italiana Scherma, fino a conquistare nel 2014 il titolo nazionale per società in questa specifica classifica, titolo che grazie ai suoi atleti riesce a riconfermare nel 2016. 
Massimo La Rosa ha partecipato in qualità di arbitro di scherma in carrozzina ai XIV Giochi paralimpici estivi di Londra 2012, ai XV Giochi paralimpici estivi di Rio 2016 e anche ai XVI Giochi paralimpici estivi Tokyo 2020.

## Palmarès
Gran Premio Paralimpico - Campionati Italiani per società di scherma in carrozzina
- 3. classificati, Club Scherma Palermo 2012
- 3. classificati, Club Scherma Palermo 2013
- Campioni d'Italia, Club Scherma Palermo 2014
- 3. classificati, Club Scherma Palermo 2015
- Campioni d'Italia, Club scherma Palermo 2016
- 3. classificati, Club Scherma Palermo 2017

Campionati del Mondo di scherma in carrozzina
- Bronzo individuale, Spada Maschile cat.C William Russo, Parigi 2010
- Bronzo individuale, Fioretto Maschile cat.C William Russo, Parigi 2010
- Oro individuale, Spada Maschile cat.C William Russo, Catania 2011
- Bronzo individuale, Fioretto Maschile cat.C William Russo, Catania 2011
- Bronzo individuale, Fioretto Maschile cat.C William Russo, Budapest 2013
- Argento individuale, Spada Maschile cat.C William Russo, Eger 2015
- Bronzo individuale, Fioretto Maschile cat.C William Russo, Eger 2015
- Bronzo individuale, Fioretto Maschile cat.C William Russo, Roma 2017
- Bronzo individuale, Fioretto Maschile cat.C William Russo, Cheongju 2019

Campionati Italiani Assoluti Paralimpici
- 14  Ori individuali
- 17  Argenti individuali
- 5  Bronzi individuali

## Riconoscimenti
- Campionati Europei di scherma, Sheffield 2011 -Miglior arbitro categoria paralimpica, sciabola
- Campionati Europei di scherma, Strasburgo 2014 - Miglior arbitro categoria paralimpica
- Coppa del Mondo di scherma paralimpica, Pisa 2015 - Premio Pierangelo Pardini "Miglior arbitro della competizione
- Tessera preziosa del mosaico Palermo - Comune di Palermo - 2016
- Premio Maschera d'onore d'argento della Federazione Italiana Scherma
- Palma di Bronzo al Merito Tecnico del Comitato Italiano Paralimpico
- Premio USSI Sicilia - Miglior Arbitro 2019